# Liste der Monuments historiques in Saint-Hilaire-sur-Helpe
Die Liste der Monuments historiques in Saint-Hilaire-sur-Helpe führt die Monuments historiques in der französischen Gemeinde Saint-Hilaire-sur-Helpe auf.

## Liste der Bauwerke
| Bezeichnung                                | Beschreibung                  | Standort                                            | Kennzeichnung | Schutzstatus | Datum | Bild           |
| ------------------------------------------ | ----------------------------- | --------------------------------------------------- | ------------- | ------------ | ----- | -------------- |
| Kapelle Notre-Dame-des-Affligés            |                               | Rue de la Mairie Rue des Bouchers (Lage)            | PA00107803    | Inscrit      | 1946  |                |
| Bildstock Ste-Anne                         |                               | Les Rocs Chemin de Saint-Hilaire à Dompierre (Lage) | PA00107801    | Inscrit      | 1946  |                |
| Bildstock St-Lienard-Notre-Dame-de-Messine |                               | (Lage)                                              | PA00107802    | Inscrit      | 1951  |                |
| Schloss Coutant                            | Erbaut ab dem 13. Jahrhundert | (Lage)                                              | PA00107804    | Inscrit      | 1947  | weitere Bilder |

## Liste der Objekte
- Monuments historiques (Objekte) in Saint-Hilaire-sur-Helpe in der Base Palissy des französischen Kultusministeriums